# Vantanea bahiaensis
Vantanea bahiaensis är en tvåhjärtbladig växtart som beskrevs av J. Cuatrec.. Vantanea bahiaensis ingår i släktet Vantanea och familjen Humiriaceae. Inga underarter finns listade i Catalogue of Life.